# Cho Soo-hyang
Dans ce nom coréen, le nom de famille, Cho, précède le nom personnel.
Cho Soo-hyang (coréen : 조수향) née le 21 janvier 1991 à Seongdong-gu, est une actrice sud-coréenne.
En 2014, elle remporte le prix de meilleure actrice au 19e Festival international du film de Busan.
En 2015, elle est connue pour sa performance dans Who Are You: School 2015,.

## Filmographie

### Cinéma
- 2015 : The Priests : Agnes
- 2017 : Microhabitat : Min-ji
- 2018 : The Princess and the Matchmaker : Man-yi
- 2022 : Honest Candidate : Shin Ji-sun

### Télévision
- 2015 : Who Are You: School 2015 : Lee Eunbi et Go Eunbyeol
- 2016 : Weightlifting Fairy Kim Bok-joo : Soo-bin